# Evropská výzkumná rada
Evropská výzkumná rada (anglicky European Research Council, ERC) je agentura Evropské unie pro financování vědeckého výzkumu. Granty ERC jsou považovány za velmi prestižní, většina takto financovaných projektů přinesla zásadní objevy.

## Historie
Rada byla založena byla Evropskou komisí roku 2007.

## Grantové programy
Agentura nabízí tři typy grantů odstupňovaných podle cílové skupiny (od začínajících po nejzkušenější vědce): Starting Grants, Consolidator Grants a Advanced Grants. Doplňují je specifické Proof of Concept Grants zaměřené na činnosti navazující na hlavní výzkum.

## Granty v České republice
Česká republika má ve získávání grantů ERC dlouhodobě podprůměrné výsledky.
V roce 2023 získali ERC Advanced Grants čtyři čeští vědci se svými týmy: Pavel Jungwirth, Tomáš Jungwirth, Josef Šivic a Michal Holčapek.
Pro projekty, které získaly ze strany ERC dobré hodnocení, ale nebyly financovány, je určen národní program ministerstva školství nazvaný ERC CZ.